# Milagros (telenovella)
A Milagros 2000 és 2001 között vetített perui teleregény, amelyet Delia Fiallo alkotott. A főbb szerepekben Sonya Smith, Roberto Mateos, Juan Vitali, Hugo Cosiansi és Roberto Vander látható.
Peruban az América Televisión 2000. augusztus 21-én, Magyarországon az RTL Klub 2001. május 28-án mutatta be.

## Történet
A történet a de la Torre és az Echevarría család, gyűlölködéséről és harcáról szól.
A sorozat éppen egy nagy esküvővel kezdődik, Raquel Echevarría készül férjhez menni. Az esküvő megtörténik, éppen a mulatság zajlik amikor betoppannak fegyveres emberek. A csapat feje Jaguár (Reynaldo Arenas), feladata minden ember lemészárolása és a birtok felgyújtása. Megbízója nem más mint Lucrecia de la Torre (Yvonne Frayssinet). Megtudjuk ugyanis, hogy az Echevarría és a de la Torre család, közös vállalot irányít ahol az Echevarríák rendelkeznek többségi tulajdonnal. Ez azonban nem tetszik Lucreciának, aki mindent magának akar ezért rendelte el az Echevarríák lemészárlását. A menyasszonyt ráadásul Jaguár még meg is erőszakolja. De a tervbe hiba csúszik, ugyanis Raquel és egyik unokaöccse José Antonio túlélik a mészárlást. És csak a bosszú élteti őket.
Cachita Vargas egy szép cselédlány, a de la Torre házban dolgozik. A ház ura, Rafael de la Torre (Alberto Isola) azonban udvarol neki. Cachita épp meghallja, amikor Lucrecia telefonban köszöni meg Jaguárnak amit tett. Ezt elmondja Rafaelnek is, aki egy összeveszésen kívül mást nem tesz az ügy érdekében. Amikor Cachita bejelenti, hogy gyereket vár Rafaeltől, a férfi kórházba akarja vinni, elvetetni a gyereket, ám a nő megszökik. Cachita egy zárdában szüli meg lányát Milagrost, és bele is hal.
20 év telik el, Milagros (Sonya Smith) egy szép fiatal lánnyá cseperedik, van egy kis testi fogyatékossága egyik lábára sántít. Elhagyja a zárdát, mert szeretné megtalálni a szüleit, így Peruba érkezik. Véletlenül összetalálkozik José Antonio Wilsonnal (Roberto Mateos), aki nem mint valójában José Antonio Echevarría és azonnal beleszeret. Rafael egyre többet gondol elveszett lányára, és szeretné megtalálni. Megkéri legjobb barátját aki egyben az ügyvédje is Gerardot (Juan Vitali), hogy keresse meg. Lucrecia amint értesül erről, azonnal bérgyilkosokat fogad, hogy öljék meg Rafaelt. A bérgyilkosok leszorítják a férfi autóját az útról, és súlyos balesetet szenved. A kórházban még van annyi ideje, hogy végrendelkezzen a halála előtt.
Gerardo fián keresztül megtalálja Milagrost, és közli vele, hogy az apja utolsó kívánságaként a de la Torre házba kell költöznie. De máris, támadás éri őket, ugyanis Lucrecia bérgyilkosokat küldött Milagrosra is, hogy öljék meg. De nem sikerül ugyanis, Milagros kiszabadul és megmenekül. A végrendelet értelmében, minden vagyon Milagrost illeti. Lucrecia dühöng mert az asszisztense José Antonio hazudott neki, ugyanis azt mondta, ő örököl mindent bátyjától Rafaeltől. Felbérli Celsot a sofőrt, hogy csináljon egy hajóbalesetet ahol Milagros meghal. De Rafael hagyott hátra egy levelet, amiben kijelenti ha lánya meghal idő előtt, ahhoz Lucreciának biztos köze lesz. Amint erről a levélről Lucrecia értesül, az utolsó pillanatban sikerül a merényletet leállítania.
José Antonio addig udvarol Milagrosnak míg össze nem házasodnak. Ezáltal minden hatalom az ő kezébe kerül, és cél a teljes tönkretétel. De amikor Milagros bejelenti gyereket vár tőle, José Antonio rádöbben beleszeretett a feleségébe, és már nem akarja a bosszújukat beteljesíteni. De nénje Raquel viszont, mindenáron végre akarja hajtani a pusztítást, célja hogy lemészárolja a de la Torre családot. Így José Antonio kénytelen szembeszállni Raquellel, hogy megvédje a családját...

## Szereplők
| Szereplő                                                    | Színész             | Magyar hang          |
| ----------------------------------------------------------- | ------------------- | -------------------- |
| Milagros De La Torre Vargas de Echevarría / Chachita Vargas | Sonya Smith         | Mezei Kitty          |
| Milagros De La Torre Vargas de Echevarría / Chachita Vargas | Sonya Smith         | Kiss Erika           |
| José Antonio Echevarría de la Piedra                        | Roberto Mateos      | Selmeczi Roland      |
| Lucrecia de la Torre de Muñoz                               | Yvonne Frayssinet   | Menszátor Magdolna   |
| Raquel Echevarría Romero Vda. de Wilson                     | Malena Elías        | Papp Györgyi         |
| Gerardo Bellido                                             | Juan Vitali         | Csuha Lajos          |
| Benjamin Muñoz                                              | Roberto Vander      | Tarján Péter         |
| Juan Bermúdez                                               | Hugo Cosiansi       |                      |
| Fernanda Muñoz De La Torre                                  | Karina Calmet       | Kisfalvi Krisztina   |
| Lucía Muñoz De La Torre                                     | Virna Flores        | Zsigmond Tamara      |
| Sebastián / Marcos Muñoz De La Torre                        | Gonzalo Revoredo    | Moser Károly         |
| Melissa Wilson Echevarría                                   | Mari Pili Barreda   | Roatis Andrea        |
| Fiatal Raquel Echevarría                                    | Mari Pili Barreda   | Zakariás Éva         |
| Rafael de la Torre                                          | Alberto Isola       | Papp János           |
| Teresa Rosas de Bellido                                     | Regina Alcóver      | Kocsis Mariann       |
| Leoncio "Jaguár" Peña                                       | Reynaldo Arenas     | Sörös Sándor         |
| Martín Bellido Rosas                                        | Paul Martin         | Sótonyi Gábor        |
| Blanca Rivera de San Martín                                 | Mirna Bracamonte    | Molnár Zsuzsa        |
| Consuelo Rivera                                             | Hertha Cárdenas     | Kassai Ilona         |
| Carlota de Avalos                                           | Ana María Jordán    | Zsurzs Kati          |
| Margarita Manrique                                          | Ana Cecilia Natteri | Illyés Mari          |
| Celso / Benito López                                        | Carlos Mesta        | Imre István          |
| Rossy Bermúdez                                              | Saskia Bernaola     | Dögei Éva            |
| Juan Bermúdez Jr.                                           | Renato Rossini      | Haás Vander Péter    |
| Mariana Avalos                                              | María Pía Ureta     | Nemes Takách Kata    |
| Pablo San Martín                                            | William Bell Taylor | Breyer Zoltán        |
| Macerena San Martín                                         | Melania Urbina      | Molnár Ilona         |
| Sergio Zárate                                               | Rafael Santa Cruz   | Orosz István         |
| Renzo Malatesta                                             | Fabrizio Aguilar    | Csík Csaba Krisztián |
| Felipe "Pipo" Guzmán                                        | Roger del Aguila    | Janovics Sándor      |
| Erika Zevallos                                              | Andrea Montenegro   | Csampisz Ildikó      |
| Paloma Manrique                                             | Milene Vásquez      | Braun Rita           |
| Sandra                                                      | Jimena Lindo        | Orosz Anna           |
| Daniel Echevarría                                           | Javier Delgiudice   | Megyeri János        |

### Magyar változat
- Magyar szöveg: Szász Andrea
- Hangmérnök: Hidvégi Csaba
- Vágó: Ullmann Gábor
- Rendezőasszisztens: Boskó Andrea
- Gyártásvezető: Albecker Gabriella
- Szinkronrendező: Gyarmati Gergely
- Producer: Kovács Zsolt

A szinkront a Szinkron Systems készítette.

## Korábbi verziók
- Az 1982-es venezuelai La Heredera. Főszereplők: Hilda Carrero, Eduardo Serrano és Eva Blanco.
- Az 1993-1994-es Guadalupe a Telemundotól. Főszereplők: Adela Noriega, Eduardo Yáñez és Zully Montero.

## Fordítás
- Ez a szócikk részben vagy egészben  a   Milagros (telenovela peruana) című spanyol Wikipédia-szócikk fordításán alapul.  Az eredeti cikk szerkesztőit annak laptörténete sorolja fel. Ez a jelzés csupán a megfogalmazás eredetét és a szerzői jogokat jelzi, nem szolgál a cikkben szereplő információk forrásmegjelöléseként.